# 易北河畔阿肯
易北河畔阿肯（德語：Aken (Elbe)），简称阿肯（德語：Aken，發音：[ˈaːkn̩] ⓘ），是德国萨克森-安哈尔特州安哈尔特-比特费尔德县的城市，面积59.91平方千米，2023年12月31日人口为7,225人。

## 友好城市
- 德国 埃尔维特
- 法國 阿诺尔